# Kisvarsány
Kisvarsány község az Észak-Alföldi régióban, Szabolcs-Szatmár-Bereg vármegyében, a Vásárosnaményi járásban.

## Nevének eredete
A falu nevének „Varsány” tagja ómagyar törzsi helynév, míg „Kis-” előtagja megkülönböztetésül szolgál a szomszédos Nagyvarsánytól.

## Fekvése
A vármegye és egyben a Nyírség északkeleti részén helyezkedik el, Vásárosnamény északnyugati szomszédságában. A szomszédos települések közül Nagyvarsány alig 1, Vásárosnamény mintegy 3 kilométerre található; a megyeszékhely, Nyíregyháza mintegy 60 kilométer távolságra fekszik.

### Megközelítése
Közúton Vásárosnamény vagy Nagyvarsány érintésével érhető el, a 4115-ös úton. Déli határszélét pontszerűen érinti még a 4108-as út is.
Távlati tervek szerint a település mellett fog elhaladni az M3-as autópálya legkeletibb, az országhatárig vezető szakasza is.
A közúti tömegközlekedést a Volánbusz autóbuszai biztosítják.
A hazai vasútvonalak közül a települést a MÁV 111-es számú Mátészalka–Záhony-vasútvonal érinti, melynek egy megállási pontja van itt; Kisvarsány megállóhely a belterület északnyugati szélén helyezkedik el, a 4115-ös út mellett, közel a nagyvarsányi határhoz, ezáltal könnyen kiszolgálja az utóbbi település lakóit is.

## Története
Kisvarsány és környéke már az újkőkorban is lakott hely volt, területén neolit- és bronzkori leletek kerültek felszínre, de találtak itt szkíta és hun eredetű leletanyagot is.
A 15. századig nevét Varsánynak hívták.
1366-ban azonban már két Varsány nevű település Óvarsány és Újvarsány volt említve.
1371-ben a Káta nemzetségből származó Csaholyi Péter birtoka volt.
1426-ban már mai formájában Kisvarsány néven írták nevét, tehát ekkor már Kisvarsány és Nagyvarsány két különálló település volt.
A 16. században több birtokosa is volt: így a Ráskay, Butykay, Cseley, Kopócsy, Ibrányi és a Rozsályi Kún családok is.
A 17. században a Barkóczy, Haller, gróf Barkóczy és gróf Pethő családok voltak földesurai.
A 18. század végén és a 19. század elején a Hunyady, Kubinyi, gróf Gyulay, Sulyok és Péchy család birtoka volt.
A 19. század végén és a 20. század elején gróf Gyulay Istvánnak volt itt nagyobb birtoka, 1926-ban pedig Braun Andornak, Csillag Sándornak, Máthé Bélának és a Rochlitz Dávid fiai és Friedmann Adolf cégnek. 1969-ben Vásárosnaménnyal közös községi tanács alakult, Vásárosnamény székhellyel. 1979-ben a Nagyvarsány és Gyüre egyesítésével létrejött Varsánygyüre társközsége lett. 1990-ben önálló községi önkormányzatot hoztak létre.

## Közélete

### Polgármesterei
- 1990–1994: Bordás Gyula (független)[3]
- 1994–1998: Id. Bordás Gyula (független)[4]
- 1998–2002: Bordás Gyula (független)[5]
- 2002–2006: Id. Bordás Gyula (független)[6]
- 2006–2010: Id. Bordás Gyula (független)[7]
- 2010–2014: Tiba Péter (független)[8]
- 2014–2019: Tiba Péter (Fidesz-KDNP)[9]
- 2019–2024: Tiba Péter (Fidesz-KDNP)[10]
- 2024– : Tiba Péter (Fidesz-KDNP)[1]

A helyi önkormányzat címe: 4811 Kisvarsány, Dózsa György út 39., telefonszáma: 45/481-305, faxszáma: 45/580-012.

## Népesség
A település népességének változása:
| Lakosok száma | 1035 | 1021 | 1030 | 979  | 955  | 976  | 968  |
|               | 2013 | 2014 | 2015 | 2021 | 2022 | 2023 | 2024 |

2001-ben a település lakosságának 98%-a magyar, 2%-a cigány nemzetiségűnek vallotta magát.
A 2011-es népszámlálás során a lakosok 92,1%-a magyarnak, 6,4% cigánynak, 0,3% ukránnak mondta magát (7,8% nem nyilatkozott; a kettős identitások miatt a végösszeg nagyobb lehet 100%-nál). A vallási megoszlás a következő volt: római katolikus 5,2%, református 60,8%, görögkatolikus 2,1%, felekezeten kívüli 4,5% (23,9% nem válaszolt).
2022-ben a lakosság 95,7%-a vallotta magát magyarnak, 4,9% cigánynak, 0,9% ukránnak, 0,1-0,1% horvátnak, görögnek, románnak és ruszinnak, 0,9% egyéb, nem hazai nemzetiségűnek (4,3% nem nyilatkozott; a kettős identitások miatt a végösszeg nagyobb lehet 100%-nál). Vallásuk szerint 3,4% volt római katolikus, 56,1% református, 1,6% görög katolikus, 4,2% egyéb keresztény, 0,2% ortodox, 12,5% felekezeten kívüli (21,8% nem válaszolt).

## Vallás
A 2001-es népszámlálás adatai alapján a település lakosainak többsége, kb. 86,5%-a református vallású. Római katolikus kb. 6,5%, görögkatolikus kb. 3,5%. míg más felekezethez, illetve egyházhoz kb. 2% tartozik. Nem tartozik egyetlen felekezethez sem kb. 0,5%, nem válaszolt vagy ismeretlen pedig kb. 1%.

### Református egyház
A Tiszántúli Református Egyházkerület (püspökség) Szabolcs-Beregi Református Egyházmegyéjéhez (esperesség) tartozik, mint önálló anyaegyházközség.

### Római katolikus egyház
A Debrecen-Nyíregyházi egyházmegye (püspökség) Szabolcsi Főesperességének Szatmári Esperesi Kerületéhez tartozik. Nem rendelkezik önálló plébániával. A római katolikus vallású lakosok a Vásárosnaményi Plébánia nagyvarsányi fíliájába járhatnak misére.

### Görögkatolikus egyház
A Hajdúdorogi egyházmegye (püspökség) Szatmári Főesperességének Nyíri Esperesi Kerületéhez tartozik. Nem rendelkezik önálló parókiával, Vásárosnamény filiája.

## Nevezetességei
- Református temploma eredetileg a 16. században épült. 1826-1834 között klasszicista stílusban teljesen átépítették.

## Itt születtek, itt éltek
- Hunyady Margit (Kisvarsány, 1854. február 21. – Budapest, 1906. augusztus 25.)  drámai színésznő.